# Battlefield Heroes
A Battlefield Heroes külső nézetű, lövöldözős játék, amelyet a DICE fejlesztett, jelenleg pedig az Easy Studios foglalkozik a játék karbantartásával. A játék végül 2009-ben jelent meg Microsoft Windows az Electronic Arts kiadásában. A játék rajzfilmes grafikájával, ingyenes mivoltával és alacsonyabb gépigényével újabb célközönség felé próbált nyitni. 2011. március 8-án az EA bejelentette, hogy a regisztrált játékosok száma meghaladta a 7 millió főt. 2012. január 12-én a 10 milliót is átlépte ez a szám.
A Heroes az első Battlefield játék, ami az ingyenes játszhatóság modellt támogatja, a játék bevételeit az eladások helyett pedig a reklámok és a mikrotranzakciós lehetőségek biztosítják. Az EA 2015 áprilisában bejelentette, hogy a játék szervereit 2015. július 14-én végleg leállítja és ezzel megszűnik a játék.

## Játékmenet
A játék teljes mértékben az online többjátékos élményre épít, amiben a Royal Army, és a National Army valamely karakterével kell teljesítenünk az adott feladatokat. Ez lehet rakéta elfoglalása, és megtartása, minden ellenfél megölése, bizonyos számú ellenfél lelövése, vagy az ellenfél zászlajának elrablása.